# Pontella securifer
Pontella securifer är en kräftdjursart som beskrevs av Brady 1883. Pontella securifer ingår i släktet Pontella och familjen Pontellidae. Inga underarter finns listade i Catalogue of Life.